# Ackergrundbachtal nördlich Cleeberg
Ackergrundbachtal nördlich Cleeberg este o arie protejată (arie specială de conservare — SAC, sit de importanță comunitară — SCI) din Germania întinsă pe o suprafață de 38,28 ha, integral pe uscat.

## Localizare
Centrul sitului Ackergrundbachtal nördlich Cleeberg este situat la coordonatele 50°27′29″N 8°32′45″E / 50.4581°N 8.5458°E.

## Înființare
Situl Ackergrundbachtal nördlich Cleeberg a fost declarat sit de importanță comunitară în noiembrie 2004 pentru a proteja 1 specie de animale. Situl a fost protejat și ca arie specială de conservare în martie 2008.

## Biodiversitate
Situată în ecoregiunea continentală, aria protejată conține 2 habitate naturale: Formațiuni ierboase bogate în specii de Nardus, dezvoltate pe substraturi silicioase în zone montane (și în zone submontane, în Europa continentală), Fânețe de joasă altitudine (Alopecurus pratensis, Sanguisorba officinalis).
La baza desemnării sitului se află o specie protejată de  nevertebrate: phengaris nausithous (Maculinea nausithous).